# Elephantulus fuscipes
Elephantulus fuscipes is een zoogdier uit de familie van de springspitsmuizen (Macroscelididae). De wetenschappelijke naam van de soort werd voor het eerst geldig gepubliceerd door Oldfield Thomas in 1894.

## Voorkomen
De soort komt voor in Oeganda, noordoostelijk Congo-Kinshasa en zuidelijk Zuid-Soedan.